# Tertuliano Azevedo
Tertuliano Azevedo (Neópolis, 17 de setembro de 1930 - Aracaju, 7 de março de 2015) foi um funcionário público, magistrado e político brasileiro que foi deputado federal por Sergipe.

## Dados biográficos
Filho de Anísio Azevedo e Jocabed Cardoso Azevedo. Foi inspetor do trabalho antes de graduar-se em Direito em 1957 pela Universidade Federal de Sergipe. Depois de formado foi assistente jurídico e delegado do Trabalho em Sergipe (1961-1964), funções que exerceu cumulativamente com a de juiz do Tribunal Regional Eleitoral. Transferido à cidade do Rio de Janeiro trabalhou no Serviço de Fiscalização do Trabalho da Guanabara (1966-1968) e depois no Instituto Nacional de Previdência Social. De volta ao seu estado natal foi instrutor do Serviço Nacional de Aprendizagem Comercial (1975-1976).
Em 1978 foi eleito deputado federal pelo MDB e com o fim do bipartidarismo no Governo João Figueiredo ingressou no PP discordando, porém, da incorporação deste partido ao PMDB ao final de 1981 permanecendo sem legenda e não disputando a reeleição. Com a posse de João Alves Filho no governo de Sergipe em 1983 ocupou cinco secretarias de estado até ser nomeado conselheiro do Tribunal de Contas em 1986, corte da qual foi presidente (1991-1992) tendo se aposentado no ano 2000.